# Brénod
Brénod település Franciaországban, Ain megyében. Lakosainak száma 547 fő (2022. január 1.). Brénod Chevillard, Les Neyrolles, Saint-Martin-du-Frêne, Vieu-d’Izenave, Champdor-Corcelles és Haut Valromey községekkel határos.

## Népesség
A település népességének változása:
| Lakosok száma | 524  | 431  | 385  | 511  | 550  | 536  | 509  | 493  | 486  | 547  |
|               | 1968 | 1982 | 1990 | 2006 | 2013 | 2015 | 2017 | 2019 | 2020 | 2022 |